# Róbert Hutyra
Róbert Hutyra (* 1. Mai 1944 in Lucka; † 21. April 2021) war ein tschechoslowakischer Radrennfahrer und nationaler Meister im Radsport.

## Sportliche Laufbahn
Hutyra war im Straßenradsport aktiv. Er wurde fünffacher slowakischer Meister und zweifacher Meister der Tschechoslowakei. Er siegte 1966 in der Burgenland-Rundfahrt in Österreich. 1967 gelang ihm ein Etappensieg in der Bulgarien-Rundfahrt. In der Tunesien-Rundfahrt 1964 wurde er 47., im britischen Milk Race 1966 16., in der Tour de l’Avenir 1967 27.
Hutyra floh im September 1983 in einer spektakulären Aktion mit einem Heißluftballon über die Grenze nach Österreich. Mit in dem selbst gebauten Ballon waren seine Frau und seine beiden Kinder. Darüber wurden 2018 ein Film und eine Ausstellung erstellt. Bei der Flucht hatte er sein Rennrad der Marke Favorit bei sich.